# Федосимовы
 Федосимовы  — деревня в Кирово-Чепецком районе Кировской области в составе Пасеговского сельского поселения.

## География
Расположена на расстоянии менее 1 км на запад от центра поселения села Пасегово.

## История
Известна с 1671 года как починок Якимовской Жегулева с 1 двором, в 1764 году 101 житель, в 1802 году 6 дворов. В 1873 году в деревне (Якимовский или Федосимовы) дворов 7 и жителей 49, в 1905 (деревня Якимовская 1-я или Федосимовы) 8 и 44, в 1926 (Большие Федосимовы или Якимовский 1-й) 8 и 45, в 1950 7 и 40, в 1989 уже нет постоянных жителей. Настоящее название утвердилось с 1939 года. Ныне имеет дачный характер.

## Население
Постоянное население не было учтено как в 2002 году, так и в 2010.